# Fausse qualité
Le délit de fausse qualité désigne le fait, pour une personne physique ou morale, de s'attribuer frauduleusement une qualification professionnelle ou un statut juridique. Il peut s'agir, par exemple, de s'arroger un diplôme jamais acquis et normalement nécessaire à l'exercice d'une fonction : médecin, avocat, etc.

## Droit par pays

### Droit canadien
Les mots « fausse qualité » ne sont pas utilisés dans le Code criminel canadien, mais la fabrication de faux documents tels qu'un faux diplôme en vue d'obtenir un emploi ou pour toute autre raison est une infraction en vertu de l'article 367 C.cr.. Il s'agit d'une infraction hybride et lorsque le mode de poursuite est par acte criminel, la peine maximale est de 10 ans de prison. À titre d'exemple d'une affaire liée à cette infraction, Radio-Canada fait état d'un fonctionnaire du ministère du travail québécois qui a fait l'objet d'une enquête pour avoir soumis un relevé de note et des diplômes falsifiés au moment de son embauche.
En droit québécois, l'exercice illégal d'une profession d'exercice exclusif est interdite par la loi qui constitue l'ordre professionnel en cause (par ex. les articles 132 et 140 de la Loi sur le Barreau pour l'exercice illégal de la profession d'avocat), par l'article 10 du Code de procédure pénale et par l'article 188 du Code des professions.

### Droitfrançais
En France, ce délit est défini par l'article 313-1 du Code pénal ; une jurisprudence du 10 avril 1997 considère également le fait de se présenter faussement comme salarié d'une entreprise comme un délit de fausse qualité.